# Stephanie Michaela Ernst
Stephanie Michaela Ernst (* 1975) ist eine deutsche römisch-katholische Theologin.

## Leben
Sie studierte von 1995 bis 2001 Katholische Theologie und von 1996 bis 2002 studierte sie Philosophie mit den Nebenfächern Klassische Archäologie und Physik an der Universität Würzburg. Von April 2007 bis März 2013 war sie Akademische Rätin am Lehrstuhl für Altes Testament und biblisch-orientalische Sprachen in Würzburg. An der Universität Mainz übernahm sie ab dem Wintersemester 2012/2013 eine Professurvertretung, anschließend arbeitete sie als Privatdozentin in der Katholisch-Theologischen Fakultät der Universität München. Am 1. August 2017 wurde sie Professorin für Biblische Einleitungswissenschaften und ihre Didaktik an der Theologischen Fakultät Fulda und dem Katholisch-Theologischen Seminar in Marburg.

## Schriften (Auswahl)
- Ahas, König von Juda. Ein Beitrag zur Literatur und Geschichte des alten Israel (= Arbeiten zu Text und Sprache im Alten Testament. Band 80). EOS-Verlag, St. Ottilien 2006, ISBN 3-8306-7238-1 (zugleich Dissertation, Würzburg 2005).
- als Herausgeberin mit Theodor Seidl: Das Buch Ijob. Gesamtdeutungen – Einzeltexte – zentrale Themen (= Österreichische biblische Studien. Band 31). Lang, Frankfurt am Main/Berlin/Bern/Brüssel/New York/Oxford/Wien 2007, ISBN 3-631-56241-1.
- als Herausgeberin mit Maria Häusl: Kulte, Priester, Rituale. Beiträge zu Kult und Kultkritik im Alten Testament und Alten Orient. Festschrift für Theodor Seidl zum 65. Geburtstag (= Arbeiten zu Text und Sprache im Alten Testament. Band 89). EOS-Verlag, St. Ottilien 2010, ISBN 978-3-8306-7431-3.
- Segen – Aufgabe – Einsicht. Aspekte und Bilder des Alterns in den Texten des Alten Israel (= Arbeiten zu Text und Sprache im Alten Testament. Band 93). EOS-Verlag, St. Ottilien 2011, ISBN 978-3-8306-7485-6 (zugleich Habilitationsschrift, Würzburg 2011).